# Grøn anole
Grøn anole, kaldes også for amerikansk kamæleon, er den eneste anole der forekommer naturligt i det sydøstlige USA. Det faktum at begge køn har en klar grøn farve og hannerne har en rød strubesæk gør artsbestemmelsen enkel, men nogle hanner har lyserøde, hvide eller grønne strubesække, og begge køn kan skifte farve. Den grønne anole var tidligere almindelig i haver og på andre levesteder, men bestandene er gået kraftigt tilbage.
| Dyr | Spire Denne artikel om dyr er en spire som bør udbygges. Du er velkommen til at hjælpe Wikipedia ved at udvide den. |